# Piraträden på Suðuroy

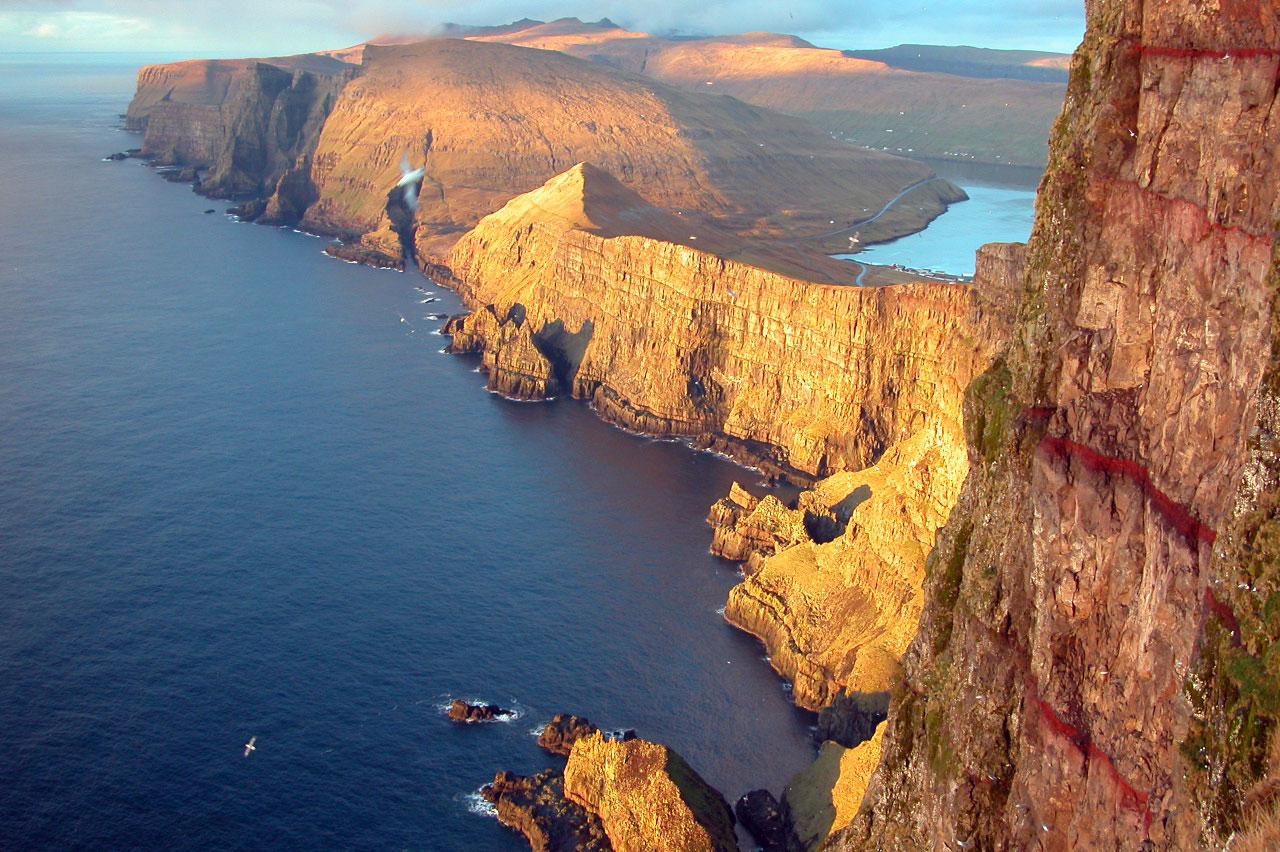
Vy över Suðuroys dramatiska kust. Bilden är tagen från berget Beinisvørð.

Piraträden mot Färöarna 1629 var en räd som företogs av barbareskpirater mot Suðuroy på Färöarna sommaren 1629. Den resulterade i att sex personer av befolkningen dödades av piraterna och att över trettio personer togs som slavar. Händelsen var den största piraträden av barbareskpirater på Färöarna och gjorde att kungen fattade beslut om byggnaden av en fästning på ön, som därefter gav den större skydd. 

## Bakgrund
Färöarna plågades av pirater (fribyttere) under särskilt 1600-talet. Strandräder kunde äga rum när som helst, och det blev vanligt att befolkningen, då de siktade ett piratskepp, avbröt sin verksmhet och rusade upp och gömde sig på höglänt mark, varifrån de kastade sten på de pirater som upptäckte dem »kunde med Sten holde saadanne Skjælmer og Røvere fra sig, at de dennem ikke kunde komme nærmere og dem Skade paaføre«. Dessa gömställen kallades ofta »Fransahusene«, efter dansk-franska kriget 1675-1679, »Fransatiden«, då öarna ofta anfölls av franska skepp. 
Befolkningen på Färöarna sände 6 augusti 1615 ett brev till kungen där de "paa det ydmygste og underdanigste til Kjende, hvorledes nu paa nogle Aars Tider haver sig her under Landet forsamlet en Hob Fribyttere at plyndre og tage fra de engelske Skibe, som her under Landet ligger og fisker, men nu udi 2de Aar haver somme af for° Fribyttere begivet sig hid ind udi Landet, besynderligen udi Kvalbø og Vestmanhavn, og der plyndret og taget fra de fattige Folk", och att dessa hindrade öarnas egen befolkning från fiske, och anhöll om beskydd och hjälp att försvara öarna "Vi fattige Folk vilde ogsaa gjerne forskaffe os Bøsser og Værger og hjælpe til at forsvare Landet det bedste os muHgt er, som vi dog dertil pligtig ere, men efterdi disse fattige Folk herudi Landet ere ikke tilvante at omgaaes med Bøsser og Værger, ere vi paa det underdanigste begjærendes, Eders Majestæt vUde forordne og tilsende os en, som Almuen her udi Landet i saa Maade kunde undervise", då "her under Landet forsamler sig en hel Hob engelske og skotske Skibe", som stal från befolkningen. 
Piraterna var av olika ursprung, bland dem britter, fransmän och pirater från Dunkirk. Brittiska (engelska, skotska och irländska) pirater utgjorde länge ett stort problem. De värsta piraterna var dock barbareskpiraterna. Pirater betraktade länge Färöarna som en bas att rasta vid, och då ägde också plundringar rum. Även färöiska fiskebåtar utsattes för anfall. Kungens flotta lät tillfångata och avrätta pirater och fiskare som inkräktade på dansk-norska vatten. Piratanfallen tycks ha förvärrats vid sekelskiftet, och 1607 utsattes både Island och Färöarna för landräder av piraterna som bortförde människor i slaveri. 
Nästan varje år sändes örlogsskepp för att skydda handelstrafiken mot piraterna. 1618 sändes Niels Rosenkrantz och Henrik Vind med örlogskeppen Fides och Havhesten för att bevaka vattnen kring Island och Färöarna och säkerställa att de var trygga från pirater. Liknande kontroller gjordes 1622, och 1626, då kungliga örloggskepp sändes för att utgöra konvoj för trafiken mellan Island och Färöarna. 1627 sändes fem krigsskepp ut i Nordsjön mot de barbarekspirater som hade gjort räder på både Island och Färöarna detta år, men lyckades bara med att jaga bort dem.

## 1629 års räd
Suderø var särskilt utsatt för piratöverfall på grund av sitt avskilda läge. Sommaren 1629 ankrade tre piratskepp i Kvalbø-bukten. Det uppges att skeppen hade lotsats rätt av en manlig färöisk vägvisare, bror till ägaren av gården Nøstgaard i Kvalbø, som hade känt sig förfördelad av sin bror i ett arvskifte. Vägvisaren lät sätta eld på Nøstgaard, och visade runt barbareskpiraterna i bygden. 
Byprästen, Hr. Povel, befann sig på stranden med sin sjuåriga son, som skrattade åt en av piraterna, då denne knöböjde på stranden för att förrätta en muslimsk bön. Piraten ville då tillfångata honom, och fadern flydde då med sonen till häst till Præstedalen, där han gömde sig och sonen i var sin håla bland bergskrevorna, och lät hästen löpa. Fadern hade tappat sin kappa. Då piraterna kom till deras gömställe tog en av dem på sig den liggande kappan, varefter sonen, som sedan såg piraten gå omkring i faderns kappa utanför gömstället, trodde att det var fadern och gav sig tillkänna. Sonen blev då tillfångatagen, men prästen flydde från sitt gömställe tills han föll ned i en sänka, där fler personer gömde sig. 
Enligt berättelsen utförde han sedan en galder eller trollsång mot sjörövarskeppen, som de kunde se från gömstället, och denna trollsång ses som anledningen till att en storm strax därefter blåste upp och fick ett av skeppen att gå på grund vid Hundegjov på Præstegaardens Bø, varefter liken från piraterna och deras fångar (bland dem prästsonen) från detta skepp flöt iland på ett ställe som senare kallades Tyrkegravene. Piraterna övernattade på ön. Då de dagen efteråt gav sig av, uppgav de gömda byborna att de kunde höra klagoropen från fångarna på skeppen. Prästen uppges ha blivit sinnesförvirrad efter piraträden, och avsattes från sitt prästämbete året därpå.

## Konsekvenser
Befolkningen sände ett brev till kungen 6 juli 1629. Två piratskepp med femhundra pirater uppges ha överfallit ön. Rapporten framhöll att befolkningen inte bara bestulits på egendom som boskap och fiskebåtar, utan  också dödat sex personer och kidnappat över trettio kvinnor och barn, och att piraterna hade lovat återkomma nästkommande år med elva skepp: 
»Stormægtigste højbaarne Fyrste,
allernaadigste Herre og Konning give vi fattige Folk, Eders Majestæts underdanige Tjenere udi Eders Naades Land og Øer, Færø, paa det ydmygeligste og underdanigste til Kjende, hvorledes nu udi denne Sommer er indkommen her udi Landet udi Qualbøe i Syderø 2de tørkerske Skibe, som havde inde ved fem Hundrede  Mand af alle Hånde Slags Skjælmer og Parti, og haver samme Parti frataget de fattige Folk udi for" 0, Qualbøe udi Suderø, som der er bosiddendes, hvis de haver haft, hvorover de fattige Folk ikke aleneste haver mistet deres Kvæg og Fæ, Fiskebaade og andet mere, endogsaa er de fattige Folk der udi Øen frataget deres Hustruer og Børn, over tredive Mennesker, hvorover Gud naadeligen sig forbarmer, og haver de slemme Mennesker ihjelslaget sex Mennesker udi samme 0. haver de fattige Folk endogsaa maattet ligge udi Marken udi den bedste Fisketid, udi hvilken de ellers skulde have søgt deres Næring, hvorover de fattige Folk ikke aleneste er kommen til Agters med Eders Majestæts Leje og Landskyld, men ogsaa ere hensatte udi al som største Hunger og Elendighed og ere befrygtendes, at for" Skjælmer med flere af deres Parti vilde sig hid til dette fattige Land næstkommendes Aar begive, eftersom en Part af dennom nok som haver sig ladet forstaa, at de til kommendes Aar vilde hid komme med elleve Skibe, og dersom Vor Herre ikke nu saa naadeligen havde straffet de slemme Mennesker, at det ene Skib formedelst en hæftig Storm drev i Land og sloges i Stykker, da havde de haft udi Agt at spoleret og afbrændt dette ganske fattige Land, som en dansk Mand. de havde med sig, berettede . . .« 
Kristian IV gav, sedan han meddelats om de personer som bortförts i slaveri, order om att medel skulle samlas ihop på Färöarna för att friköpa de som bortförts tillbaka från slaveriet: 
»Christian den Fjerde o. s. v. vor Gunst tilforne. Eftersom vi forfare, Tyrken at have været der under vort Land Færø og borttaget med sig derfra nogle af Indvaanerne der sammesteds, da bede vi dig og ville, at Du med GeistKgheden og de fornemste der paa Landet betænker Middel, hvorledes samme Fanger ved de bedste formuendes Hjælp kunde løses, at de ikke skulle lades under Tyrkens Tyranni og derover tvinges at nægte Christum. Dermed skeer vor Villie. Skrevet paa vort Slot Kjøbenhavn den 4 Martii Anno 1630".
Kungens brev lästes upp av fogden på Färöarna, uppmanades befolkningen att bidra till medel för att friköpa fångarna, "formeldendes om Hjælp her ud af Landet til de fattige Folk^ som er fangen udi Barbariet, og efter som Hans Majestæts Brev var læst, tilholdt alle Kongl. Majestæts Undersaatter i Færø, som da 
tilstede var, at enhver af dem af kristelig KjærUghed og Medynk, enhver efter deres Formue vilde udlove og tilhjælpe de fattige Fanger med at ransonnere og befri af Tyrkens Tyfanni«. 
Öarnas ämbetsmän och prästerskap svarade på skrivelsen med att alla önskade hjälpa, men att det inte fanns några medel att bidra till lösenpengar på grund av den stora fattigdom som rådde på öarna: "her haver været saa stor Elendighed, at mange Mennesker ere bortdøde af stor Hungers Nød, hvorover vi fattige Folk ikke kunne betale Hans Majestæts Leje og Landskyld, tilmed den største Part af os lever udi al som største Armod og Elendighed, hvilket Gud bedst kjender". Även i egentliga Danmark och Norge förekom insamlingar av medel för att köpa ut personer som förts som slavar till Nordafrika. I Ribe stads räkenskaper nämns till exempel 1656 en insamling för att friköpa fyra män från Sønderjylland, och 1637 befallde Kristian IV Norges ståthållare Christoffer Urne att Norges kyrkor bör insamla en summa av 10,000 Rdlr., då de bidrag som tidigare insamlats inte räckte för att friköpa de femtio personer som förslavats i Nordafrika. De färlöiska fångarna torde därmed ha blivit kvar som slavar i Osmanska riket.

## Efterspel
Räden på Suderø 1629 blev orsak till att Skansin år 1630 uppfördes i Thorshavn. Därefter var öarna mer säkra mot piratöverfall. Några nya svårare piratanfall omtalas inte förrän på 1660-talet. 1667 siktades en holländsk piratgalär utanför Torshavn, och vid samma tid plundrades Kvalbø och Porkere på Suderø av engelska kapare. I juni 1677 plundrades Torshavn genom överrumpling av franska kapare. Befolkningen fick 1673 rätt att fritt skaffa vapen för att försvara sig.